# Streptoprocne
Streptoprocne – rodzaj ptaków z podrodziny cierniosterników (Cypseloidinae) w rodzinie jerzykowatych (Apodidae).

## Występowanie
Rodzaj obejmuje gatunki występujące w Ameryce.

## Morfologia
Długość ciała 13–22 cm, rozpiętość skrzydeł 48–53 cm; masa ciała 20–107 g.

## Systematyka

### Etymologia
- Streptoprocne: gr. στρεπτος streptos „obroża, łańcuszek na szyję”, od στρεφω strephō „skręcać”; w mitologii greckiej Prokne została zmieniona w jaskółkę (zobacz Progne)[6].
- Chaeturellus: zdrobnienie nazwy rodzaju Chaetura Stephens, 1826 (kominiarczyk)[7]. Gatunek typowy: Hirundo rutila Vieillot, 1817.
- Semicollum: łac. semi- „pół-”, od semis, semissis „połowa”, od as, assis „cały”; collum „szyja”[8]. Gatunek typowy: Acanthylis semicollaris de Saussure, 1859.

### Podział systematyczny
Do rodzaju należą następujące gatunki:
- Streptoprocne rutila (Vieillot, 1817) – lotniarz rdzawoszyi
- Streptoprocne phelpsi (Collins, 1972) – lotniarz widłosterny
- Streptoprocne zonaris (Shaw, 1796) – lotniarz obrożny
- Streptoprocne biscutata (P.L. Sclater, 1866) – lotniarz brazylijski
- Streptoprocne semicollaris (de Saussure, 1859) – lotniarz białoszyi